# Pothyne laterialba
Pothyne laterialba är en skalbaggsart som beskrevs av J. Linsley Gressitt 1937. Pothyne laterialba ingår i släktet Pothyne och familjen långhorningar. Inga underarter finns listade i Catalogue of Life.